# Frutighaus

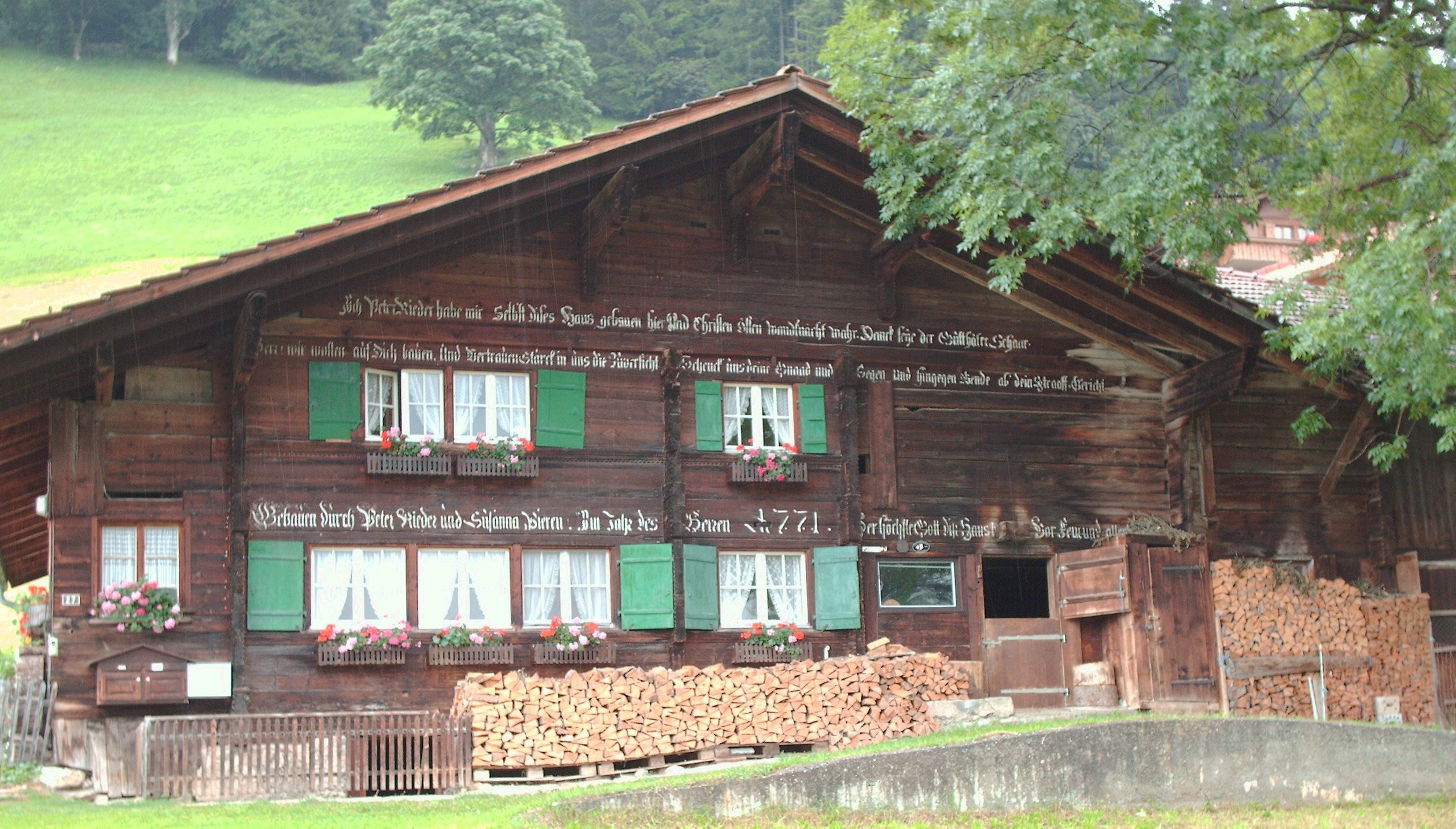
Frutighaus von 1771 in Adelboden-Ausserschwand

Das Frutighaus ist ein traditioneller Bauernhaus-Typ im Frutigland, im Kandertal und in der Gegend von Adelboden. Der Bauernhaustyp ist seit dem 15. Jahrhundert im Kandertal heimisch und zwei Drittel der ländlichen Gebäude entsprechen heute noch dieser Bauweise.

## Beschreibung

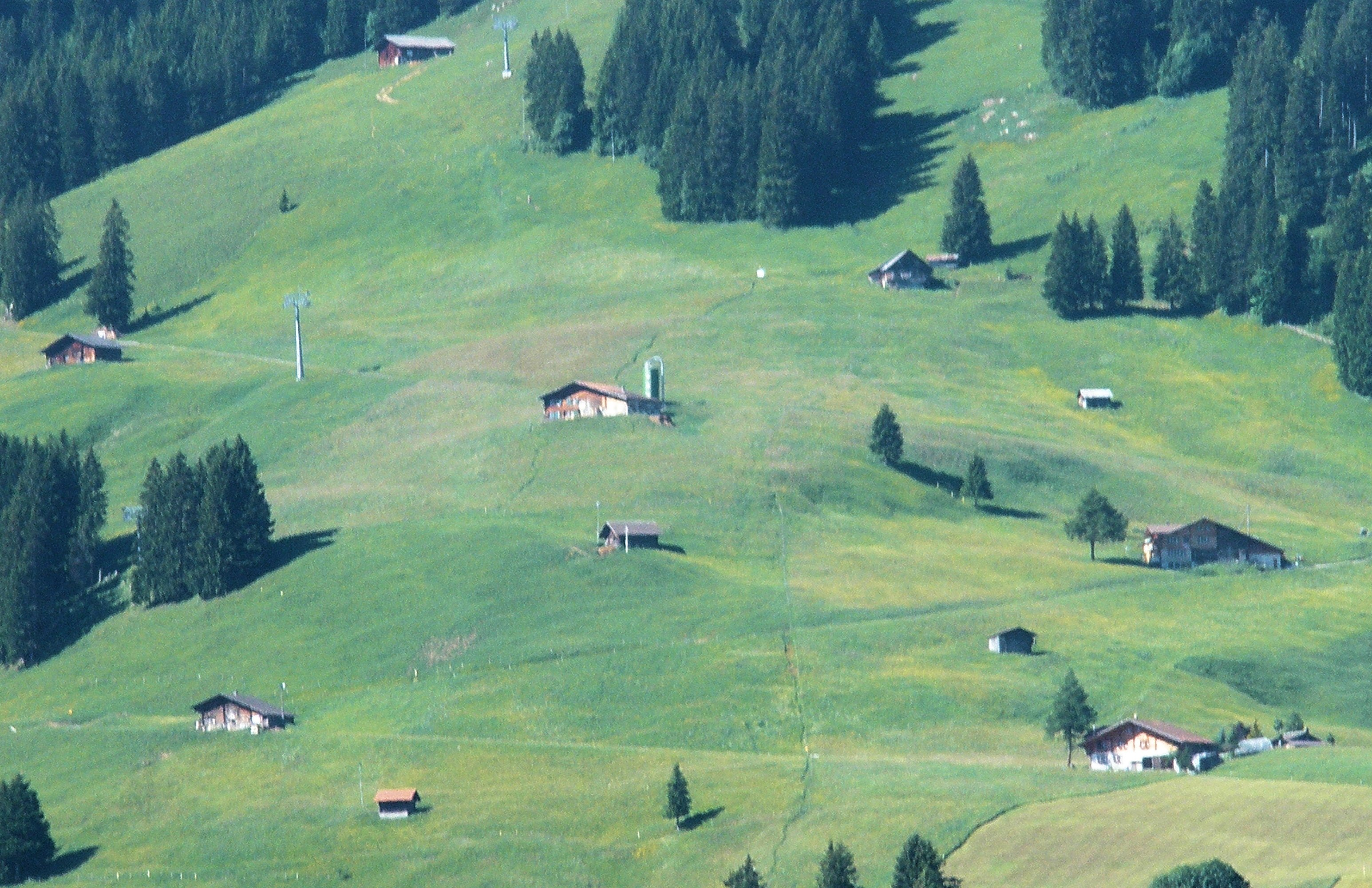
Typische Streusiedlung mit Frutighäusern am Hang (Adelboden, Chuenisbärgli)

Während sonst im Berner Oberland die Bauernhäuser reine Wohngebäude sind, vereint das Frutighaus unter einem Giebel den Wohnteil, den Stall und über dem Stall den Heuvorrat. Die kompakte Bauweise braucht wenig Land, hält im rauen Klima die Wärme zusammen, und auf diese Weise kann das Vieh auch in den dortigen schneereichen Wintern bequem versorgt werden.
Dass in diesen Gebäuden keine riesigen Viehherden untergebracht werden können, war in den Kleinbauernbetrieben des Frutiglandes kein Problem: einmal wurde im Frutigland eine Rinderrasse gezüchtet, die nur eine Risthöhe von 120 cm aufwies, und dann hielt sich der Viehbestand auf den kleinen Bergbauernhöfen sehr in Grenzen: Noch Anfang des zwanzigsten Jahrhunderts sagte man in Adelboden: «Der Ham Germa u der Fritz Hari sin die richschte Pure hie uehe, die hiim beed acht Chüe! Achtu! stell der voer!» (Adelbodner Dialekt, übersetzt: «Abraham Germann und Fritz Hari sind die reichsten Bauern hier oben, die haben beide acht Kühe im Stall. Acht! stell dir das vor!»)

## Bauweise
Das Frutighaus ist fast vollständig aus dem in der Gegend reichlich vorhandenen Holz gebaut, nur Sockel, Feuerstellen und Öfen sind gemauert. Während das Maurerhandwerk wenig entwickelt war, ging man mit dem Holz materialgerecht um. Das Haus wird in Blockbauweise aus Vierkantbalken erstellt, vorstehende Balken sind gleichzeitig dekorative Elemente und oft mit Schnitzereien geschmückt.
Durch die einfache Blockbauweise können die Frutighäuser auch leicht abgebaut und an einer andern Stelle wieder aufgebaut werden.

## Raumaufteilung

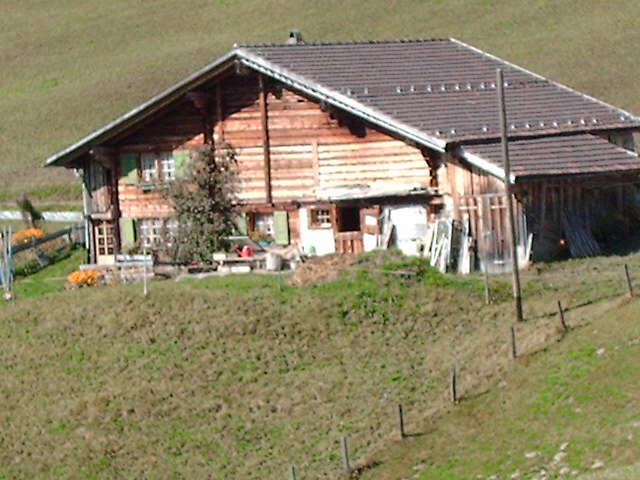
Einfacheres Frutighaus in Adelboden-Stiegelschwand

Der Wohnteil ist der Sonnenseite zugewandt, der Ökonomieteil der Wetterseite.
Die Schauseite wird einerseits durch die Fenster von Stube (Wohnzimmer), Nebenstube (bei grösseren Häusern), und Gaden (Obergeschoss) geprägt, andererseits durch die durchbrochene Wand des Heugadens über dem Stall. Seitlich befindet sich ein Laubengang, der auch als Windfang dient. Von der Laube tritt man direkt in die Küche, von wo aus auch der Kachelofen in der Stube (Wohnzimmer) beheizt wird. Geschlafen wird in der Nebenstube und in den ungeheizten Kammern im Obergeschoss, im Winter oft auch in der Stube. Neben der Küche befinden sich Wirtschaftsräume wie Milchgaden, Käsegaden und Speisekammer.
Frutighäuser stehen oft am Hang. In diesem Fall ist das nicht bewohnte Untergeschoss mit Keller und oft Werkstatt von der Talseite zugänglich, die Wohnräume von der Seite über den Laubengang, und die Heubühne kann durch ein Tor von hinten direkt betreten werden.

## Haussprüche
Typisch für die Gegend sind die Inschriften an der Schauseite des Hauses, die auch heute noch oft bei Neubauten in ähnlicher Form angebracht werden, gewöhnlich in traditioneller Frakturschrift. Die üblichen Inhalte sind:
- Bauherrschaft (Name von Mann und Frau)
- Baujahr
- Tatsächlicher Erbauer, Zimmermann
- Ein Segensspruch
- Ein Bibelvers oder Vers eines Kirchenlieds

Die Inschriften des oben abgebildeten Frutighauses lauten von oben nach unten:
Herr, wir wollen auf dich hören und vertrauen, stärke in uns die Zuversicht
Schenk uns deine Gnad und Segen und hingegen wende ab dein Straaff Gericht
Ich, Peter Rieder habe mir selbst gebauen dies Haus hier.
Gebauen durch Peter Rieder und Susanna Pieren im Jahre des Herrn 1771
Der höchste Gott dies Haus vor Feuer und ... (nicht lesbar)